# Gefecht bei Dirschau (1657)
Ujście • Danzig • Sobota • Żarnów • Krakau • Nowy Dwór • Wojnicz • Jasna Góra • Gołąb • Warka • Kłecko • Warschau I • Warschau II • Dyneburg • Kokenhusen • Riga • Prostki • Filipów • Konitz • Dirschau • Belt • Kolding • Öresund • Kopenhagen • Nyborg • Graudenz

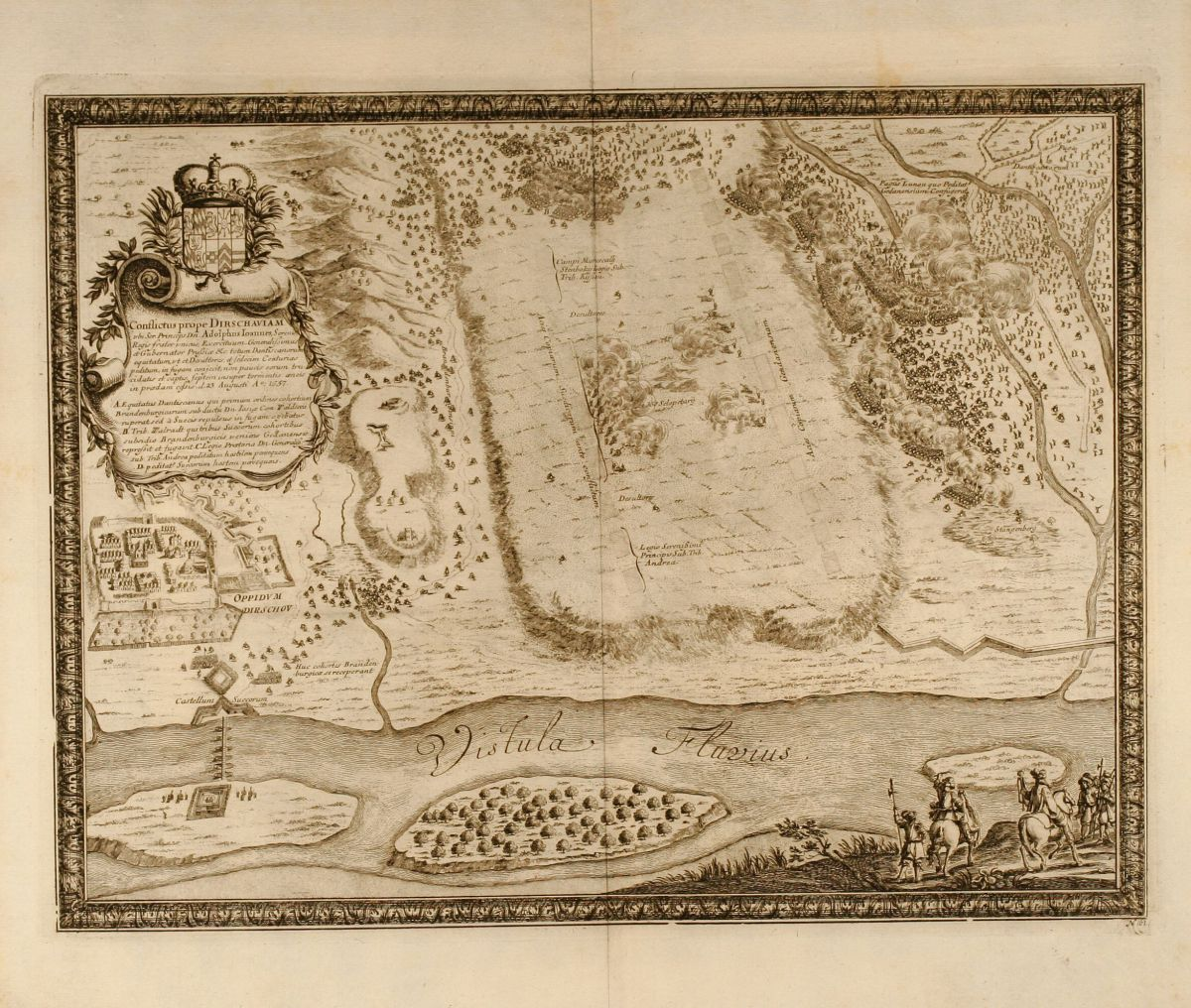
Darstellung des Gefechtes bei Dirschau – Conflictus prope Dirschaviam; Druck von Samuel von Pufendorf (1697)

Das Gefecht bei Dirschau war eine militärische Konfrontation am 23. Augustjul. / 2. September 1657greg. in der Nähe des heutigen Tczew zwischen Truppen des Königreiches Schweden und des Kurfürstentums Brandenburg-Preußen einerseits und polnischen Truppen der Stadt Danzig andererseits im Rahmen des Zweiten Nordischen Krieges (1655–1660). Es endete mit einer Niederlage der polnischen Verbände und deren Rückzug.

## Vorgeschichte
Seit 1655 befand sich das Königreich Schweden im Konflikt mit Polen-Litauen, was sich zum Zweiten Nordischen Krieg entwickelt hatte. Im Sommer 1656 war das Kurfürstentum Brandenburg-Preußen an der Seite der Schweden in den Krieg eingetreten und gemeinsam hatten die Verbündeten die dreitägige Schlacht bei Warschau gewonnen.
Danach waren sie jedoch in die Defensive gedrängt worden. Bereits am 8. Oktober 1656 verlor das brandenburgische Heer unter Georg Friedrich von Waldeck bei der Verteidigung der Grenzen Preußens das Gefecht am Lyck und polnische Truppen eroberten einige Städte entlang der Weichsel (z. B. Bromberg) zurück. Auch die schwedische Blockade der Handelsstadt Danzig konnte gebrochen werden. Im Sommer 1657 trat zudem das Königreich Dänemark in den Krieg ein, sodass die Schweden große Teile ihres Heeres aus Polen abziehen mussten. Die brandenburgisch-schwedischen Beziehungen erreichten damit einen Tiefpunkt.

## Verlauf
Zum neuen Oberbefehlshaber der schwedischen Truppen auf dem polnischen Kriegsschauplatz wurde Adolf Johann I. von Pfalz-Zweibrücken-Kleeburg, der Bruder des schwedischen Königs Karl X. Gustav, bestimmt. Dieser sah seine Hauptaufgabe darin, die Stadt Danzig zu erobern und auf diese Weise die Verbindungen nach Schweden zu sichern. Zu diesem Zweck stieß er bei Dirschau über die Weichselbrücken nach Norden vor. In kurzem Abstand folgte den Schweden ein kleines Kontingent von zwei Regimentern brandenburgischer Truppen unter Oberstleutnant Josias von Waldeck-Wildungen, einem Vetter des Generals, die sich auf dem Marsch in neue Quartiere in Pommern befanden. Dabei entwickelte sich am 23. Augustjul. / 2. September 1657greg. ein Gefecht gegen polnische Truppen, die aus Danzig kommend nach Süden marschiert waren.
Zum Ablauf der Kämpfe finden sich in der Literatur zwei unterschiedliche Darstellungen. In der ersten Version lehnte Waldeck die Aufforderung, sich den Schweden in ihrem Marsch nach gegen Danzig anzuschließen, ab, wurde aber nicht darüber informiert, dass polnische Verbände in der Nähe waren. Bei der Überquerung der Weichsel wurden die Brandenburger von überlegenen polnischen Verbänden überraschend angegriffen und konnten sich nur mit Mühe behaupten. Erst das Eingreifen der Schweden, die kehrtgemacht hatten, entschied das Gefecht zugunsten der Verbündeten.
Einer abweichenden Darstellung zufolge hatten die polnischen Truppen aus Danzig bereits ein Gefecht gegen die Schweden begonnen, in das die Brandenburger Regimenter verstrickt wurden. Aus Danzig waren 1800 Mann auf dem Marsch nach Dirschau, um dort die Weichselbrücke zu zerstören. Diesen Verband wollte Adolph Johann in einen Hinterhalt locken, wofür ihm die 900 Brandenburger als „Köder“ dienten. Tatsächlich griffen die Polen die Brandenburger zunächst erfolgreich an. Letztere verloren drei Standarten und büßten einige Gefangene ein. Jetzt erst griffen die Schweden aus dem Hinterhalt an und warfen die Polen in einen Sumpf zurück, die dabei etwa 300 Mann und sieben Geschütze verloren.
Den Aufzeichnungen eines Zeitzeugen zufolge hatte Graf Adolph Johann tatsächlich etwa 1500 Mann in einen Hinterhalt gelegt, um den polnischen Verband abzufangen. Die Polen hätten aber in dichtem Nebel zunächst Rast auf einer Anhöhe gemacht. In dieser Situation seien die beiden brandenburgischen Regimenter unter dem Grafen von Waldeck zufällig erschienen und wurden von den Schweden gedrängt die polnische Stellung anzugreifen. Nun hätte sich aber der Nebel gelichtet und die Truppen erkannt, wie nah sie einander waren. Dem folgenden Gefecht hätten sich die Brandenburger daher nicht mehr entziehen können.

## Folgen
Den polnischen Truppen war es nicht gelungen, wie geplant die schwedische Besatzung aus Dirschau zu vertreiben und die Weichselbrücke zu zerstören. Die Schweden mussten einige Wochen später ihre Positionen an der Weichsel räumen und Waldecks Truppen setzen ihren Marsch nach Pommern fort.
Das Gefecht führte allerdings zu weiteren Verstimmungen zwischen Schweden und Brandenburg, da erstere gegenüber dem Kurfürsten Friedrich Wilhelm zunächst behaupteten, die brandenburgischen Truppen hätten sich als unfähig erwiesen. Der schwedische Diplomat Christoph Karl von Schlippenbach schrieb aus Königsberg: „Die Brandenburger sind gleich anfangs so schrecklich ausgerissen, dass unsere Leute den Schlagbaum bei der Brücke zugeschlagen, mit gefällten Piken und angelegten Musketen sie wieder zum Stehen bringen mussten; Gott sei geklagt, dass die Leute so viel gekostet haben und doch nichts leisten.“ Der Kurfürst ordnete daraufhin eine Untersuchung des Falles an, die allerdings ergab, dass weder dem Grafen Waldeck, noch den brandenburgischen Regimentern ein Vorwurf gemacht werden konnte. Waldeck verfasste bereits am 28. Augustjul. / 7. September 1657greg. für seinen Kurfürsten einen Bericht zum Gefecht (Relation zur Rencontre bei Dirschau) und forderte nun Schlippenbach in direkten Briefen auf, seine beleidigende Darstellung zu unterlassen.
Tatsächlich scheint der Ruf der Brandenburger nicht gelitten zu haben, da sie in zeitgenössischen Berichten über die Kämpfe positive Erwähnung fanden. Der päpstliche Nuntius in Krakau erfuhr beispielsweise am 22. September vom Ausgang des Gefechtes. Dabei hieß es, Graf Waldeck habe die Schweden gerettet als diese von den Polen angegriffen worden seien; dabei sei er selbst verwundet worden.
Bereits seit Wochen hatte der Kurfürst mit den Polen bereits über einen Waffenstillstand verhandelt, weshalb ihm das zufällige Gefecht nicht gerade gelegen kam. Die in der Folge weiter belasteten Beziehungen zu Schweden scheinen aber die Verhandlungen insofern positiv beeinflusst zu haben, als am 9. Septemberjul. / 19. September 1657greg. der Vertrag von Wehlau den Kriegszustand zwischen Polen und Brandenburg-Preußen beendete.